# Яков Черевиченко
Я̀ков Тимофеевич Черевичѐнко е руски и съветски офицер, генерал-полковник, член на РКП(б) от 1919 г. Участник в Първата и Втората световна война.

## Биография
Роден е на 12 октомври 1894 г. в село Новосьоловка, днешна Ростовска област. По време на Първата световна война достига до чин старши подофицер.
Влиза в редовете на РККА през 1918 г. Участва в Гражданската война, като последователно командва взвод, ескадрон и полк от 1-ва конна армия. Завършва кавказките курсове (1921), Висшето кавалерийско училище (1924) и Военната академия „Фрунзе“ (1935).
От 1927 г. е командир и комисар на кавалерийски полк, а от 1935 г. командва последователно 31-ва кавалерийска дивизия, 2-ри и 3-ти кавалерийски корпуси и армейска кавалерийска група. От юли 1940 г. е командващ войските на Одеския военен окръг.
Черевиченко е сред изтъкнатите пълководци от Великата отечествена война. В началото на войната командва 9-а, после 21-ва армия. От 5 октомври до 24 декември 1941 г. е командващ войските на Южния фронт, които на 28 ноември освобождават Ростов на Дон – това е първата голяма победа на Червената армия. От края на 1941 до 2 април 1942 г. е начело на Брянския фронт, чиито войски участват в контранастъплението при Москва, освобождавайки селищата Ливни, Новосил, Верховие, Бельов и др., и излизат на подстъпите към градовете Орел и Курск.
По-късно той е заместник-командващ войските на Кримския и Северно-кавказкия фронт, командващ Приморската група войски на Северно-кавказкия фронт и Черноморската група войски на Закавказкия фронт, чиито войски участват в отбраната на Кавказ. От октомври 1942 до февруари 1943 г. е командващ 5-а армия от състава на Западния фронт, а в периода април-септември същата година е заместник-командващ Северозападния фронт.
Според генерал-майор Алексей Бакуменко, въпреки отделни успехи, оттогава кариерата на Черевиченко тръгва надолу, тъй като не се справя с възложените задачи -
от септември 1943 до януари 1944 г. е командващ войските на Харковския военен окръг, от януари 1944 г. последователно е в разпореждане на Ставката на Върховното главно командване, инспектор на пехотата в РККА, в разпореждане на военния съвет на 1-ви беларуски фронт. От 27 април 1945 г. е командир на 7-и стрелкови корпус, взел непосредствено участие в Битката за Берлин.
След края на войната Черевиченко продължава да командва корпус до 1948 г., после е помощник-командващ войските на Таврийския военен окръг.
През април 1950 г. излиза в оставка. Председател е на Съвета на ветераните от 1-ва конна армия.
Депутат на I сесия на Върховния съвет на СССР (1941 – 1946). Кандидат-член на ЦК на КПСС от 1941 до 1947 г.
Яков Черевиченко умира на 4 юли 1976 г. в Москва.

## Награди
- 2 ордена „Ленин“
- 4 ордена „Червено знаме“
- орден „Кутузов“ – I степен
- орден „Суворов“ – II степен
- орден „Червена звезда“